# Polydora goreensis
Polydora goreensis är en ringmaskart som beskrevs av Augener 1918. Polydora goreensis ingår i släktet Polydora och familjen Spionidae. Inga underarter finns listade i Catalogue of Life.